# Крапива, Никита Андреевич
Ники́та Андре́евич Крапи́ва (10 июля 1916, Колпаковка, Днепропетровский округ — 13 марта 1997, Москва) — полковник Советской армии, участник Великой Отечественной войны, Герой Советского Союза (1944).

## Биография
Родился 10 июля 1916 года в селе Колпаковка (ныне — Магдалиновский район Днепропетровской области Украины). Окончил семь классов школы.
В 1934 году переехал в город Константиновка Сталинской области Украинской ССР, где окончил школу фабрично-заводского ученичества и работал аппаратчиком завода «Дубитель». В 1938 году Крапива был призван на службу в Рабоче-крестьянскую Красную Армию. В 1939 году он окончил Качинскую военную авиационную школу пилотов. С июня 1942 года — на фронтах Великой Отечественной войны.
К октябрю 1944 года гвардии майор Никита Крапива был заместителем командира эскадрильи 27-го гвардейского авиаполка 4-го гвардейского авиакорпуса АДД СССР. К тому времени он совершил 205 боевых вылетов на бомбардировку объектов военно-промышленного комплекса противника в его глубоком тылу. В воздушных боях сбил 3 вражеских самолёта.
Указом Президиума Верховного Совета СССР от 5 ноября 1944 года за «образцовое выполнение боевых заданий командования на фронте борьбы с немецкими захватчиками и проявленные при этом мужество и героизм» гвардии майор Никита Крапива был удостоен высокого звания Героя Советского Союза с вручением ордена Ленина и медали «Золотая Звезда» за номером 5099.

Могила Крапивы на Троекуровском кладбище Москвы.

После окончания войны Крапива продолжил службу в Советской Армии. В 1948 году он окончил Высшую офицерскую лётно-тактическую школу, в 1957 году — курсы подготовки командиров авиационных соединений. В 1962 году в звании полковника Крапива был уволен в запас. Работал сначала в полярной авиации, затем инженером на авиационном предприятии. Проживал в Москве. Скончался 13 марта 1997 года, похоронен на Троекуровском кладбище Москвы.

## Награды
Был награждён тремя орденами Ленина, двумя орденами Красного Знамени, двумя орденами Отечественной войны 1-й степени, орденом Красной Звезды и рядом медалей.